# Eleonora z Reussu

Znak Bulharského carství

Eleonora Karolína princezna Reussová z Kestřic (německy Eleonore Caroline Prinzessin von Reuß zu Köstritz, 22. srpen 1860 v Třeběchově – 12. září 1917 v Euxinogradu) byla jako manželka cara (krále) Ferdinanda I. Bulharského carevna Bulharska.

## Život
Eleonora Karolína se narodila jako dcera knížete Jindřicha IV. z Reussu a Kestřic a jeho manželky, princezny Luisy Reussové z Greize (1822–1875). Vykonávala povolání zdravotní sestry a dlouhou dobu sloužila jako diákonka v Lübbenu.
Teprve ve svých 47 letech se Eleonora vdala za stejně starého Ferdinanda, devět let po smrti jeho první ženy Marie Luisy Bourbonsko-Parmské. Organizace zásnub, které se konaly 6. prosince 1907 na zámku Serrahn v Meklenbursku-Předním Pomořansku, se ujala velkokněžna Marie Pavlovna.
Svatba podle katolického obřadu se konala 28. února 1908 v kostele sv. Augustina v Coburgu, a evangelický obřad následoval 1. března v Geře na zámku Osterstein za přítomnosti téměř celé rodiny Reussů.
Eleonora se starala o výchovu svých nevlastních dětí. Po vypuknutí první světové války pracovala jako zdravotní sestra.

## Smrt
Podle svého přání byla po smrti pochována na hřbitově vedle slavného Bojanského kostela v Sofii. Její hrob byl během komunistického reživmu v Bulharsku srovnán se zemí, ale po pádu režimu byl opět obnoven v původní podobě.